# Кеневич, Болеслав Альбинович
Болеслав Альбинович Кеневич (пол. Bolesław Kieniewicz; 9 (21) декабря 1907 года, село Дворец, Минская губерния, Российская империя — 3 мая 1969 года, Варшава, ПНР) — советский и польский военачальник, генерал-лейтенант Советской Армии, генерал дивизии Войска Польского. Участник Второй мировой войны. Второй командующий Корпусом внутренней безопасности.

## Биография

### Происхождение и начало службы
Родился в 1907 году в селе Дворец, в семье польского мелкопоместного дворянства. По окончании семи классов школы в 1921 году добровольно поступил служить в РККА — на должность курьера управления снабжения Северо-Кавказского Военного округа. В 1923 году уволился из армии. Работал на стройке в Саратове.

### Предвоенный период
В мае 1926 года вновь поступил на службу в РККА и был направлен на обучение в 12-ю Ульяновскую дважды Краснознаменную пехотную школу командного состава им. В. И. Ленина. После её окончания в сентябре 1929 года проходил службу в 81-й стрелковой дивизии. Занимал должности командира взвода 241-го стрелкового полка (Козельск, с января 1931), командира роты 242-го стрелкового полка (Калуга, с апреля 1932), начальника полковой школы 241 сп (с апреля 1934), командовал батальонами в стрелковых полках дивизии.
В отличие от ряда других представителей командного состава РККА польской национальности, не только не скрывал, но и в определённой степени акцентировал своё происхождение. В этой связи он подвергся репрессиям в 1937 году. Был освобождён в 1939.
В сентябре 1939 года в качестве командира батальона 49-го стрелкового полка 50-й стрелковой дивизии Кеневич принимал участие в польском походе РККА, затем в советско-финляндской войне. За боевые отличия, проявленные в этих кампаниях, был награждён орденом Красного Знамени.
В сентябре 1940 года назначен начальником штаба 57-го мотострелкового полка 57-й танковой дивизии, которая дислоцировалась в Монголии. В мае 1941 года дивизия была включена в состав 5-го механизированного корпуса 16-й армии и отправлена в Киевский особый военный округ.

### Великая Отечественная война
В начале Великой Отечественной войны полк Кеневича участвовал в боях под Шепетовкой, затем был переброшен на Западный фронт в 19-ю армию. Вскоре передан в 20-ю армию, участвовал в Смоленском сражении. С 9 июля 1941 года вел бои у Красного с 29-й МД. 20 июля полк отошел за Днепр, а 1 сентября 1941 года расформирован.
С сентября 1941 года занимал должность заместителя командира 30-го гвардейского стрелкового полка 7-й гвардейской стрелковой дивизии, а с ноября того же года назначен командиром 14-го гвардейского стрелкового полка той же дивизии.
С ноября 1942 года назначается командиром 397-й стрелковой дивизии. В январе 1943 года был ранен и отправлен на лечение в госпиталь.
Там познакомился с капитаном медицинской службы Голубевой Лидией Александровной, которая последствии стала матерью его ребенка Кеневича Виктора Болеславовича. 
В мае 1943 года, после излечения, полковник Кеневич был откомандирован на службу в Войско Польское, был назначен заместителем командующего 1-й пехотной дивизии. В октябре 1943 года участвовал в битве под Ленино. С декабря 1943 по 1 апреля 1944 года Кеневич служил в должности начальника штаба 1-го польского корпуса. После преобразования корпуса в 1-ю армию Войска Польского — начальник штаба армии. 13 марта 1944 года Кеневичу было присвоено воинское звание "генерал-майор".
27 мая 1944 года был назначен командиром 4-й пехотной дивизии и командовал ей до конца Второй мировой войны. 12 ноября 1944 года Кеневичу было присвоено воинское звание бригадный генерал. 14 сентября 1944 Кеневич был назначен командующим гарнизона Варшавы-Прага. В этой должности издал жёсткий приказ о разоружении подпольных организаций. Воевал в составе 1-й армии Войска Польского.

### Послевоенный период
После войны, в мае 1945 года, был назначен командиром Корпуса внутренней безопасности (KBW), созданного на базе 4-й пехотной дивизии и выполнявшего функции внутренних войск МОБ. Занимал эту должность до 30 ноября 1946 года. 25 мая 1945 ему было присвоено воинское звание генерал дивизии. С марта 1946 года Кеневич как командующий KBW состоял в Государственной комиссии безопасности.
30 ноября 1946 был уволен из польской армии и вернулся в СССР. С марта 1947 по март 1948 проходил обучение в Академии Генерального штаба им. Ворошилова. 11 июля 1946 года ему было присвоено воинское звание "генерал-лейтенант". По окончании академии, служил в Советской Армии — заместителем командира пехотного корпуса (март 1948 — сентябрь 1949), заместителем командующего механизированной армией (сентябрь 1949 года — февраль 1950).
В феврале 1950 года, по просьбе маршала К. К. Рокоссовского, генерал Кеневич был вновь направлен в польскую армию и 7 мая назначен командиром Краковского военного округа. Занимал эту должность до 8 января 1954 года.
В феврале 1954 года отправился в СССР и вернулся в ряды Советской Армии. После демобилизации, по его просьбе, он поселился в Варшаве.
Умер в Варшаве 3 мая 1969 года. Похоронен на кладбище Воинские Повонзки.

## Награды
СССР
- орден Ленина (1951[8])
- пять орденов Красного Знамени (1940, 29.06.1945, 05.03.1945, 1946[8], 1956[8])
- орден Суворова II степени (29.05.1945)
- орден Отечественной войны I степени (1943)
- орден Красной Звезды (03.11.1944[8])
- Медали в том числе:
  - «За оборону Москвы» (12.12.1944)
  - «За Победу над Германией в Великой Отечественной войне 1941—1945 гг.» (1945)
  - «За взятие Берлина» (1945)
  - «За освобождение Варшавы» (1945)

Приказы (благодарности) Верховного Главнокомандующего, в которых отмечен Б. А. Кеневич
- За овладение столицей Польши городом Варшава — важнейшим стратегическим узлом обороны немцев на реке Висла. 17 января 1945 года. № 223.
- За овладение городами Дейч-Кроне и Меркиш-Фридлянд — важными узлами коммуникаций и сильными опорными пунктами обороны немцев в Померании. 11 февраля 1945 года. № 274.
- За овладение городом и портом на Балтийском море Кольберг. 18 марта 1945 года. № 302.
- За овладение городами Франкфурт-на-Одере, Вандлитц, Ораниенбург, Биркенвердер, Геннигсдорф, Панков, Фридрихсфельде, Карлсхорст, Кепеник и прорыв в столицу Германии Берлин. 23 апреля 1945 года. № 339.
- За полное окружение Берлина и овладение городами Науен, Эльшталь, Рорбек, Марквардт. 25 апреля 1945 года. № 342.

ПНР
- рыцарский крест ордена Воинской доблести (1945)
- орден «Крест Грюнвальда» II степени (1946)
- орден «Крест Грюнвальда» III степени (1945)
- командор ордена Возрождения Польши
- крест Храбрых (1943)
- два золотых креста «Заслуги» (1946, 1948)
- две золотые медали «Заслуженным на поле Славы»
- серебряная медаль «Заслуженным на поле Славы»
- медаль «За Варшаву 1939—1945» (1945)
- медаль «Победы и Свободы» (1945)
- бронзовая медаль «Вооружённые силы на службе Родине»
- медаль «10-летие Народной Польши» (1954)
- медаль «За участие в боях за Берлин»
- серебряная медаль «За заслуги при защите страны»